# Herbert Yardley

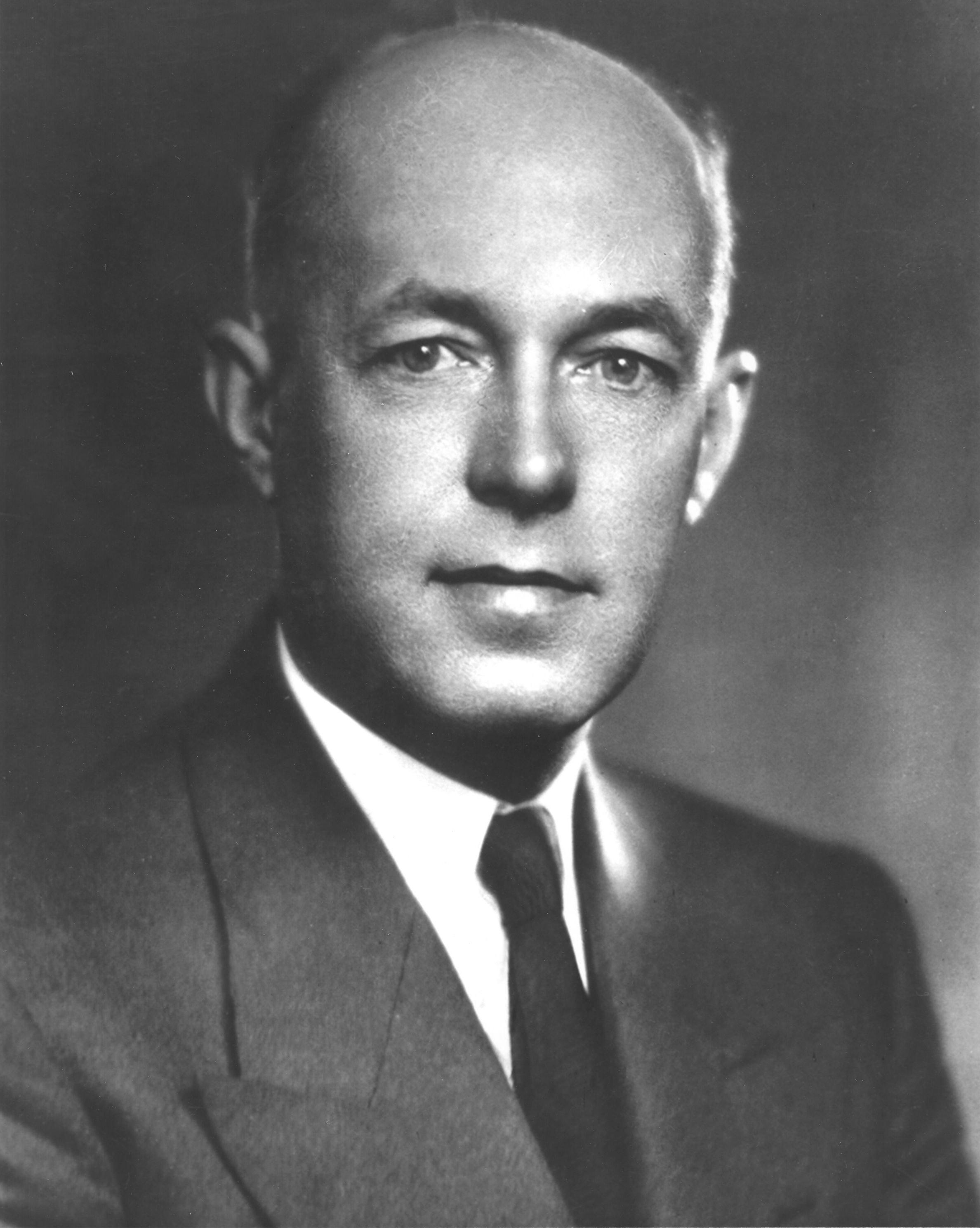
Herbert Yardley

Herbert Osborne Yardley (Worthington (Indiana), 13 april 1889 - 7 augustus 1958) was een controversieel Amerikaans cryptoloog en auteur.

## Persoonlijk leven
Yardley groeide op in het Amerikaanse Midwesten en leerde op jonge leeftijd telegrafie van zijn vader. Hij werd telegrafist voor de Amerikaanse spoorwegen. Ook op jonge leeftijd leerde hij poker te spelen wat een levenslange passie bleef. Bij zijn werk aan cryptografie liep hij het later naar hem vernoemde 'Yardley-syndroom' op: "Het was het eerste waar ik aan dacht wanneer ik ontwaakte en het laatste voordat ik ging slapen" (vert. red.). Herbert Osborne Yardley ligt begraven op de Arlington National Cemetery.

## Loopbaan
In 1912 kwam hij als telegrafist in dienst van het Amerikaanse departement voor oorlog (US Department of War) waar zijn interesse voor cryptografie aan het licht kwam. Hij loste een code van de Amerikaanse kolonel House van 500 woorden in enkele uren op. Hierop schreef Yardley een 100 bladzijden tellend memorandum getiteld Solution of American Diplomatic Codes en stortte zich op het bedenken van een nieuwe cryptografische methode. Omstreeks deze tijd deed Yardley ook een vergeefse poging om het Voynichmanuscript te breken.
De cryptologische activiteiten van het departement voor oorlog, de Amerikaanse MI8, begonnen in juni 1917, twee maanden nadat Amerika een partij was geworden in de Eerste Wereldoorlog (zie Zimmermanntelegram). Begonnen met drie man, groeide de dienst uit tot 151 personeelsleden aan het eind van de oorlog in november 1918. Tegen het einde van de oorlog had Yardley, die aan het hoofd van deze dienst stond, in Europa een ontmoeting met de Franse en Britse cryptologen en de cryptologen van de American Expeditionary Force. In Parijs kreeg hij van de Fransman Georges Painvin een bureau in zijn kantoor maar de toegang tot het Bureau du Chiffre werd hem ontzegd. Toen de oorlog over was bleef hij in Parijs om aan de cryptologische sectie van de Amerikaanse delegatie op de vredesconferentie leiding te geven.
Na de oorlog werden de cryptologische activiteiten voortgezet onder de naam Cipher Bureau, met de covernaam Code Compilation Bureau. Algemeen worden al deze diensten onder de noemer Amerikaanse Zwarte Kamer geschaard.
In 1922 ontving Yardley na een persoonlijke aanbeveling van de Chief of Staff van het Amerikaanse leger, J. Joseph Persching, de 'Distinguished Service Medal'.
In vredestijd slonk de dienst gestaag wegens de geringe interesse in cryptografie, en in 1929 waren er nog maar vijf mensen in dienst. In dat jaar werd Herbert Hoover geïnaugureerd als president van de Verenigde Staten, en hij benoemde Henry L. Stimson tot Secretary of State. Nadat deze een aantal 'intercepts' onder ogen kreeg waarin Japans diplomatiek verkeer was onderschept en ontcijferd besloot Stimson de dienst onmiddellijk op te heffen. Bij een uitleg die hij hier later aan gaf sprak hij de binnen de cryptografie legendarische woorden 'Gentlemen do not read each other's mail' (Heren lezen elkanders post niet). De cryptologische activiteiten werden echter overgeheveld naar de SIS onder leiding van William F. Friedman.
In 1938 ging Yardley op uitnodiging van Chiang Kai-shek naar China om daar dienstbaar te zijn in hun oorlog tegen Japan. Hier werkte hij twee jaar met de Chinese nationalisten aan het breken van de Japanse codes. Hierna verbleef hij weer korte tijd in de Verenigde Staten alvorens naar Canada te vertrekken om daar te helpen een cryptologische dienst op te zetten.

## Publicist
Boos en gefrustreerd door het verlies van zijn baan -vlak na het uitbreken van de Grote Depressie- begon Yardley aan het werk The American Black Chamber. Dit boek verscheen in 1931 en veroorzaakte direct veel commotie en werd een wereldwijde bestseller. Er werd onthuld hoe onder meer de Japanse diplomatieke codes stelselmatig gebroken werden. Dit veroorzaakte ook in Japan veel controverse en wordt aangewezen als een van de redenen waarom Japan overstapte naar rotormachines voor versleuteling van hun diplomatieke post.
Yardley begon lezingen te geven en meer publicaties verschenen.
Het Amerikaanse congres reageerde hierop door in 1933 een wet aan te nemen waarin het verboden werd informatie te publiceren over of uit berichten die in code waren. Het in dat jaar verschenen werk Japanese Diplomatic Codes: 1921-1922 werd dan ook verboden en in beslag genomen door de overheid.
Hierop volgend schreef Yardley twee romans: The Red Sun of Nippon en The Blonde Countess.
De tweede werd later losjes bewerkt tot een film onder de titel Rendezvous. Na zijn terugkeer uit Canada ging hij in Washington wonen en was daar actief in verscheidene zaken die niets met codebreken te maken hebben. Hij schreef de roman Crows Are Black Everywhere en in 1957 publiceerde hij een bestseller over het spelen van poker: The Education of a Poker Player. The Chinese Black Chamber, een cryptografisch memoir over zijn Chinese periode, werd in 1983 postuum gepubliceerd.

## Controversieel
Zoals gezegd veroorzaakte het werk The American Black Chamber bij publicatie al grote ophef. De Britse chef van de GC&CS, Alastair Denniston, wantrouwde Yardley bijvoorbeeld. Toch was het een schok toen in 1967 de auteur Ladislas Farago in een boek beweerde dat Yardley een landverrader was die Amerikaanse diplomatieke codes aan de Japanners had verkocht. Farago baseerde zich op microfilms die al sinds het einde van de jaren 40 van de twintigste eeuw beschikbaar waren, een door geschiedkundigen genegeerd feit. Ook de Britse militaire historicus Ronald Lewin suggereerde in 1982 dat Yardley een perfide dissident was. In 1988 bevestigde de Amerikaanse NSA de verkoop van diplomatieke geheimen.
Ook het boek The Education of a Poker Player, met een voorwoord van Ian Fleming, is enigszins twijfelachtig. Yardley schrijft hier: "ik heb gedurende mijn leven continu gewonnen met poker".
- Bibsys: 2079079
- Bibliothèque nationale de France: cb14612347x (data)
- CiNii: DA05315235
- Gemeinsame Normdatei: 12930638X
- International Standard Name Identifier: 0000 0001 2100 4412
- Library of Congress Control Number: n82219289
- Bibliotheek van het Japanse parlement: 00527487
- Nationale bibliotheek van Australië: 36224755
- Nationale Bibliotheek van Israël: 987007269893205171
- Nationale en Universitaire bibliotheek Zagreb: 000761131
- Nederlandse Thesaurus van Auteursnamen: 074002228
- LIBRIS: 345618
- SNAC: w6xq0s0z
- Système universitaire de documentation: 111755034
- Trove: 1232577
- Virtual International Authority File: 32249469
- WorldCat: E39PBJbxyXMkGwCvvQ33t8rTHC